# Гладкий, Данила Стефанов
Данила Стефанов Гладкий (Гладкой) — кошевой атаман Запорожской Сечи (1755—1757).

## Биография
Данила Стефанов Гладкий впервые был избран кошевым атаманом в 1755 году, после того, как его предшественник, кошевой атаман Григорий Фёдоров был предан суду за покровительство гайдамакам.
Гладкий в 1756 году принял участие в депутации от запорожцев к российской императрице Елизавете Петровне; вместе с ним были отправлены в столицу Российской империи город Санкт-Петербург войсковой старшина Пётр Калнышевский и войсковой писарь Иван Чугуевец. Делегация эта, во главе которой стоял Гладкий, была уполномочена ходатайствовать об удовлетворении целого ряда нужд Запорожского войска. Они должны были попросить у Государыни: во-первых, беспошлинный пропуск из Малороссии в Запорожье разных съестных припасов и других предметов, в том числе ржаной и пшеничной муки, свиного сала, ниток на рыболовные сети, полотна, китайки, шерсти овечьей, посуды, пороху, свинцу и ружей, во-вторых, дозволения вывозить из Запорожья в Малороссию: рыбу, соль, шкуры лисьи и волчьи, лошадей и рогатый скот, в-третьих, прибавку на войско Запорожское хлебного и денежного жалованья и, в-четвёртых, подтверждения, по представленным от войска грамотам, прав владения на земли, часть которых уже отошла в разное время к Донскому войску и под Сербские и Ново-Слободские поселения; депутация добивалась также дарования Всемилостивейшей грамоты на те земли, которые окончательно будут признаны за Запорожским войском.
Выехав из Сечи Запорожской в мае 1755 года, Д. С. Гладкий пробыл в Санкт-Петербурге более года. Успех его действий не соответствовал ожиданиям, но зато выяснилось положение запорожцев. Ему дано было ясно понять, что решено окончательно считать запорожцев русскими подданными наравне с прочими жителями страны. В отношении же улучшения экономического благосостояния края Гладкому вместе с товарищами удалось добиться некоторых льгот, а именно: было дозволено привозить в Сечь все нужные им предметы для продовольствия и одежды, и отпускать в Малороссию и Польшу скот и шкуры. На счёт же соли, как «товара заграничного», добываемого в Крыму, сделано следующее заключение: «привозу в Малороссию соли и других заграничных товаров беспошлинно дозволить не следует, ибо то будет интересам её Императорского Величества противно». Что же касается последней просьбы депутации о даровании грамоты на владение землями, Гладкому было объявлено, что никакими землями, помимо тех, кои заняты ими, они не владеют. На этом основании было повелено: «Всем землям и угодьям запорожским учинить описание и, положа на карту, представить в Правительствующий Сенат, а на принадлежащие их бесспорному владению земли и угодья с обстоятельным описанием к даче им грамоты, учинить формуляр».
В середине июля 1756 года депутация была отпущена в Запорожье и прибыла туда осенью того же года. Желая вознаградить главу депутации, Данилу Гладкого, за понесенные им труды и потери, на общей войсковой раде, состоявшейся 1 января 1757 года, его вторично избрали атаманом.